# Sân bay Erzurum
Sân bay Erzurum (IATA: ERZ, ICAO: LTCE) là một sân bay hỗn hợp quân sự và dân dụng phục vụ thành phố Erzurum ở phía đông Thổ Nhĩ Kỳ. Sân bay này được khánh thành năm 1966, cách thành phố 11 km.
Nhà ga có diện tích 5.750 m² và có bãi đỗ xe ngoài trời cho 200 xe hơi.
Năm 2006, sân bay Erzurum đã phục vụ 4.476 lượt chuyến dân sự với 453.013 lượt khách.

## Các hãng hàng không và các tuyến điểm
- Onur Air (Istanbul-Atatürk)
- Pegasus Airlines (Ankara, Istanbul-Sabiha Gökçen)
- Turkish Airlines (Ankara, Bursa, Istanbul-Atatürk, Istanbul-Sabiha Gökçen)
  - Turkish Airlines operated by SunExpress (Antalya, İzmir)